# دانیله گیلاردی
دانیله گیلاردی (انگلیسی: Daniele Ghilardi؛ زادهٔ ۶ ژانویهٔ ۲۰۰۳) بازیکن فوتبال اهل ایتالیا است.
وی همچنین در تیم‌های ملی فوتبال زیر ۱۷ سال، زیر ۱۸ سال، زیر ۱۹ سال، زیر ۲۰ سال و زیر ۲۱ سال ایتالیا بازی کرده است.

## دوران باشگاهی
دانیله گیلاردی فوتبال را از سن ۵ سالگی در آکادمی لوچزه آغاز کرد و تا ۹ سالگی در آن‌جا به عنوان دروازه‌بان و مهاجم بازی می‌کرد. او سپس به آکادمی جوانان فیورنتینا پیوست و در رده‌های پایهٔ این باشگاه رشد کرد. گیلاردی در ۲۲ سپتامبر ۲۰۲۱ نخستین قرارداد حرفه‌ای خود را تا سال ۲۰۲۴ با فیورنتینا امضا کرد. در ژانویهٔ ۲۰۲۲، او به صورت قرضی و با گزینهٔ خرید به هلاس ورونا پیوست. هلاس ورونا در ۱۶ ژوئیهٔ ۲۰۲۲ با پرداخت ۵۰۰ هزار یورو بند خرید را فعال کرد.
او فصل ۲۳–۲۰۲۲ را به صورت قرضی در مانتووا ۱۹۱۱ و در سری سی سپری کرد. در ۱۳ اوت ۲۰۲۳، او برای فصل ۲۴–۲۰۲۳ به صورت قرضی و با گزینهٔ خرید به سمپدوریا در سری بی پیوست.

## دوران ملی
گیلاردی در رده‌های پایه نمایندهٔ تیم ملی فوتبال ایتالیا بوده و در جام جهانی فوتبال زیر ۲۰ سال ۲۰۲۳ به همراه تیم زیر ۲۰ سال ایتالیا حضور یافت که در این رقابت‌ها به مقام نایب‌قهرمانی رسیدند.
او در سپتامبر ۲۰۲۳ به تیم زیر ۲۱ سال ایتالیا برای دیدارهای مقدماتی مسابقات قهرمانی زیر ۲۱ سال اروپا ۲۰۲۵ دعوت شد، و نخستین بازی خود را در ۸ سپتامبر در برابر لتونی انجام داد.